# الحزب التقدمي الوطني
الحزب التقدمي الوطني (بالإسبانية: Partido de Avanzada Nacional) هو حزب سياسي غواتيمالي، أسس في 1989، يقع مقره في غواتيمالا العاصمة، أمينه العام هو Juan Guillermo Gutiérrez ‏، وقد تم تأسيسه بواسطة ألفارو أرزو.

## أعضاء بارزون
- كود سباركل
- تحديث القائمة

- ألفارو أرزو
- Manuel Baldizón
- لويس ألبرتو فلوريس أشتوريس
- Mario Roberto Paz
- Juan Guillermo Gutiérrez